# Edcarlos
Edcarlos Conceição Santos (Salvador, 10 de maio de 1985) é um ex-futebolista brasileiro que atuava como zagueiro.

## Carreira

### São Paulo
Formado nas categorias de base do São Paulo, Edcarlos foi alçado ao time profissional no segundo semestre de 2003, sob o comando do treinador chileno Roberto Rojas. Dois anos depois, agora sob o comando de Emerson Leão, fez parte da equipe são-paulina que conquistou o Campeonato Paulista de 2005. No entanto, perdeu espaço no time titular para Alex Bruno quando foi defender a Seleção Brasileira Sub-20. Quando Alex se lesionou, Edcarlos voltou a atuar em quase todas as partidas. O jogador chegou a fazer testes em Porto Alegre para jogar no Grêmio, mas acabou sendo reprovado. Em seguida, passou dois meses em Camaquã, cidade do interior gaúcho, jogando pelo Guarany local.
Era um atleta que dividia a torcida em relação às suas atuações. Teve em 2005 seu melhor ano, ao ser titular do Mundial de Clubes e um dos destaques da final contra o Liverpool, que resultou no título do Tricolor. No ano seguinte teve bom desempenho na Copa Libertadores, marcando gols contra Estudiantes e Internacional.
Foi convocado algumas vezes para categorias de base da Seleção Brasileira. Fez parte da equipe que ficou em terceiro lugar no Campeonato Mundial Sub-20 em 2005, na Países Baixos.

### Benfica e Fluminense
Em agosto de 2007, assinou por quatro temporadas com o Benfica, de Portugal. Entretanto, um ano depois o zagueiro foi emprestado ao Fluminense pelo período de um ano e meio, até o fim de 2009. Edcarlos começou bem, marcando inclusive um gol no clássico contra o Botafogo aos 46 minutos do segundo tempo. Posteriormente, obteve a vaga de titular com a saída de Thiago Silva para o Milan no final de 2008. No entanto, teve atuações desastrosas no Campeonato Brasileiro de 2009 e terminou afastado do elenco que estava virtualmente rebaixado. No fim, o clube carioca acabou se livrando do rebaixamento, mas seu contrato não foi renovado.

### Cruz Azul e Grêmio
Em dezembro de 2009, com o término do seu contrato de empréstimo com o Fluminense, Edcarlos retornou para o Benfica. Logo em janeiro de 2010, o jogador assinou com o Cruz Azul, do México, por 1,3 milhão de euros.
No dia 9 de agosto de 2011, foi emprestado ao Grêmio até o fim daquele ano. Ao final da temporada, o gerente de futebol do clube gaúcho, Paulo Pelaipe, informou que como o contrato de empréstimo do jogador estava se encerrando em 31 de dezembro, o vínculo não seria renovado.

### Sport
Em 6 de fevereiro de 2012 o diretor de futebol do Sport, Guilherme Beltrão, em entrevista, confirmou a contratação de Edcarlos.
Com a queda do Leão pernambucano para a Série B, Edcarlos foi dispensado pela diretoria no dia 5 de dezembro, que iniciou um processo de reformulação do elenco.

### Atlético Mineiro
No dia 6 de fevereiro de 2014, o zagueiro assinou com o Atlético Mineiro por um ano. Com essa transferência, tornou-se mais um dos vários jogadores a jogar por ambos os rivais de Minas Gerais, assim como seu companheiro de posição Leonardo Silva.
Após três anos defendendo a camisa alvinegra, no dia 9 de dezembro de 2016, Edcarlos, por meio de carta, despediu-se do Galo agradecendo à massa atleticana.

### Olimpia e Goiás
Anunciado pelas redes sociais, Edcarlos teve a sua contratação oficializada pelo Olimpia, do Paraguai, no dia 25 de janeiro de 2017.
O jogador acertou seu retorno ao Brasil em abril de 2018, acertando com o Goiás para a sequência da Série B.

## Títulos
São Paulo
- Campeonato Paulista: 2005
- Copa Libertadores da América: 2005
- Campeonato Mundial de Clubes da FIFA: 2005
- Campeonato Brasileiro: 2006 e 2007

Cruzeiro
- Campeonato Mineiro: 2011

Atlético Mineiro
- Recopa Sul-Americana: 2014
- Copa do Brasil: 2014
- Campeonato Mineiro: 2015
- Florida Cup: 2016